# Manuel Pinheiro
Manuel Pinheiro (Sé (Angra do Heroísmo), 30 de julho de 1853 — Porto, 1906) foi um funcionário superior das alfÂndegas, jornalista, escritor e político açoriano. Entre outras funções, foi administrador dos concelhos da Praia da Vitória, na ilha Terceira, e de Santa Cruz da Graciosa, na ilha Graciosa.

## Biografia
Foi 1.° verificador das alfândegas, e diretor da alfândega de Angra do Heroísmo e das alfândegas da circunscrição dos Açores.
Começou a sua carreira jornalística como colaborador no jornal A Independência, foi redator do jornal O Angrense, e colaborou em outros periódicos. 
Escreveu parte dos 5.° e 6.° volumes das Épocas Memoráveis da ilha Terceira, que estavam incompletas pelo falecimento de seu pai, o historiador José Joaquim Pinheiro.